# Bom Jesus do Sul
Bom Jesus do Sul ist ein brasilianisches Munizip im Südwesten des Bundesstaats Paraná an der Grenze zu Argentinien. Es hat 3.980 Einwohner (2022), die sich Bonjesuenser nennen. Seine Fläche beträgt 174 km². Es liegt 557 Meter über dem Meeresspiegel.

## Etymologie
Als erster Einwohner ließ sich Fermino Leal Anfang 1914 hier nieder. So lautete der erste Name des Ortes Fermino.
Der zweite Name, den der Weiler 1919 erhielt, war Passo do Fermino (deutsch: Weg von Fermino).
Seinen dritten Namen erhielt der Ort 1928: Lajeado Fermino  (deutsch: Fermino-Steinpflaster).
Die erste Evangelisierungsaktion fand 1936 statt. Dazu brachten die Missionare ein Bildnis des Heiligen Senhor Bom Jesus mit. Unter diesem Namen wird in portugiesischsprachigen Ländern das Bildnis des gefolterten Jesus von Nazareth verehrt. Hieraus entstand der vierte Name São Bom Jesus.
In den 1950er Jahren wurde der Ort zum Distrikt von Barracão unter dem fünften Namen Bom Jesus do Barracão erhoben.
Bei der Erhebung zum Munizip erhielt der Ort 1995 schließlich seinen heutigen, sechsten Namen  Bom Jesus do Sul.

## Geschichte

### Besiedlung
Als erster Pionier ließ sich Anfang 1914 Fermino Leal hier nieder. Ab 1919 kamen weitere Familien hinzu, unter anderen Galdino da Silva mit seinen Angehörigen. Im Jahr 1928 kamen die Familien Mazzocatto, Santin, Panassolo, Dalla Nora, Colla, Farias, Maran, Fortes, Machado, Marques aus Rio Grande do Sul. 
1955 wurde der Ort zum Distrikt erhoben. Im März 1995 entstand eine Bewegung zum Erwerb der Stadtrechte, was am 21. Dezember 1995 in einer Volksabstimmung beschlossen wurde. 
Seitdem gab es vielfältige Errungenschaften und Entwicklungen. Neben den Schwerpunkten Gesundheit, Sozialhilfe und Infrastruktur wurde 2010 das System der Ganztagsgrundschulen eingeführt, in denen die Kinder in klimatisierten Klassenzimmern unter der Leitung qualifizierter Fachkräfte lernen. In diesem Jahr wurde Bom Jesus do Sul auch zu einem Gebiet ohne Analphabetismus erklärt.

### Erhebung zum Munizip
Bom Jesus do Sul wurde am 21. Dezember 1995 aus Barracão ausgegliedert und in den Rang eines Munizips erhoben. Präfekt und Stadtrat wurden erstmals am 3. Oktober 1996 gewählt.

## Geografie

### Fläche und Lage
Bom Jesus do Sul liegt auf dem Terceiro Planalto Paranaense (der Dritten oder Guarapuava-Hochebene von Paraná). Seine Fläche beträgt 174 km². Es liegt auf einer Höhe von 557 Metern.

### Vegetation
Das Biom von Bom Jesus do Sul ist Mata Atlântica.

### Klima
Das Klima ist gemäßigt warm. Es werden hohe Niederschlagsmengen verzeichnet (1925 mm pro Jahr). Im Jahresdurchschnitt liegt die Temperatur bei 19,3 °C. Die Klimaklassifikation nach Köppen und Geiger lautet Cfa.

### Gewässer
Bom Jesus do Sul liegt im Einzugsgebiet des Iguaçu. Im Osten wird das Munizip vom Rio das Águas begrenzt. Der Rio Lajeado Grande bildet bis zu seiner Mündung in den Rio Capanema die nordwestliche Grenze des Munizips. Der Capanema entspringt wenige Kilometer südlich des Kernorts und durchfließt das Munizip von Süd nach Nord. An der Nordgrenze mündet der Rio Pinhalito in den Rio das Águas, nachdem er von Barracão kommend das Munizip durchquert hat.

### Straßen
Bom Jesus do Sul ist über die PR-885 mit der BR-163 verbunden. Diese führt im Norden über Cascavel und Toledo nach Guaíra, im Süden durch den Westen Santa Catarinas nach Rio Grande do Sul.

### Nachbarmunizipien
|                                 | Santo Antônio do Sudoeste                   |               |
| Bernardo de Irigoyen (Misiones) | Kompassrose, die auf Nachbargemeinden zeigt | Salgado Filho |
|                                 | Barracão                                    |               |

## Stadtverwaltung
Bürgermeister: Helio Jose Surdi, PP (2021–2024)
Vizebürgermeister: Vanderlei Antonio Scalco, PP (2021–2024)

## Demografie

### Bevölkerungsentwicklung
| Jahr | Einwohner | Stadt | Land |
| ---- | --------- | ----- | ---- |
| 2000 | 4.154     | 9 %   | 91 % |
| 2010 | 3.796     | 25 %  | 75 % |
| 2022 | 3.980     |       |      |

Quelle: IBGE, bis 2010: Volkszählungen und Volkszählung 2022

### Ethnische Zusammensetzung
| Gruppe * | 2000    | 2010    | wer sich als …                                                                   |
| --- | ------- | ------- | -------------------------------------------------------------------------------- |
| Weiße | 86,2 %  | 64,1 %  | weiß bezeichnet                                                                  |
| Schwarze | 1,0 %   | 2,0 %   | schwarz bezeichnet                                                               |
| Gelbe | 0,0 %   | 5,9 %   | von fernöstlicher Herkunft wie japanisch, chinesisch, koreanisch etc. bezeichnet |
| Braune | 11,8 %  | 28,0 %  | braun oder als Mischung aus mehreren Gruppen bezeichnet                          |
| Indigene | 0,0 %   | 0,0 %   | Ureinwohner oder Indio bezeichnet                                                |
| ohne Angabe | 0,9 %   | 0,0 %   |                                                                                  |
| Gesamt | 100,0 % | 100,0 % |                                                                                  |
| *) Das IBGE verwendet für Volkszählungen ausschließlich diese fünf Gruppen. Es verzichtet bewusst auf Erläuterungen. Die Zugehörigkeit wird vom Einwohner selbst festgelegt. |         |         |                                                                                  |

Quelle: IBGE (Stand: 1991, 2000 und 2010)

## Wirtschaft

### Kennzahlen
Mit einem Bruttoinlandsprodukt pro Einwohner von 19.826,98 R$ (rund 4.400 €) lag Bom Jesus do Sul 2019 auf dem 373. Platz der 399 Munizipien Paranás.
Sein mittelhoher Index der menschlichen Entwicklung von 0,697 (2010) setzte es auf den 246. Rang der paranaischen Munizipien.